# James-Henri de Rothschild
 (décembre 2023).
Si vous disposez d'ouvrages ou d'articles de référence ou si vous connaissez des sites web de qualité traitant du thème abordé ici, merci de compléter l'article en donnant les références utiles à sa vérifiabilité et en les liant à la section « Notes et références ».
Le baron James-Nathaniel-Charles-Léopold-Henri de Rothschild, né le 19 mars 1896 à Paris et mort le 7 août 1984 à Neuilly-sur-Seine, est un banquier français.

## Biographie
Fils du baron Henri de Rothschild, il épouse Claude Dupont, petite-fille de Paul Worms de Romilly. Il est le père de Nicole Stephane et de Monique de Rothschild (1925-2018), l'épouse du collectionneur Georges Halphen.
Banquier, il est administrateur de plusieurs sociétés, dont la Société d'Investissement de l'Est (issue de la Compagnie des chemins de fer de l'Est).
Il sert dans l'armée de l'air durant la Première Guerre mondiale, et lors de la Seconde Guerre mondiale, il s'engage le 27 mars 1943 dans les Forces aériennes françaises libres, et atteint le grade de commandant. Cet engagement lui vaudra d'être décoré de la Légion d'honneur et de la croix de guerre.
Pratiquant la chasse à courre dans la forêt de Compiègne, il crée l'équipage « Par vaux et forêts », qui sera repris par sa fille Monique.
Élu au conseil général de l'Oise en 1937, il est maire de Compiègne de 1935 à 1940, puis de 1945 à 1947.
Il repose au cimetière du Père Lachaise (division 7), à Paris.